# Carlo Antonio Manzini

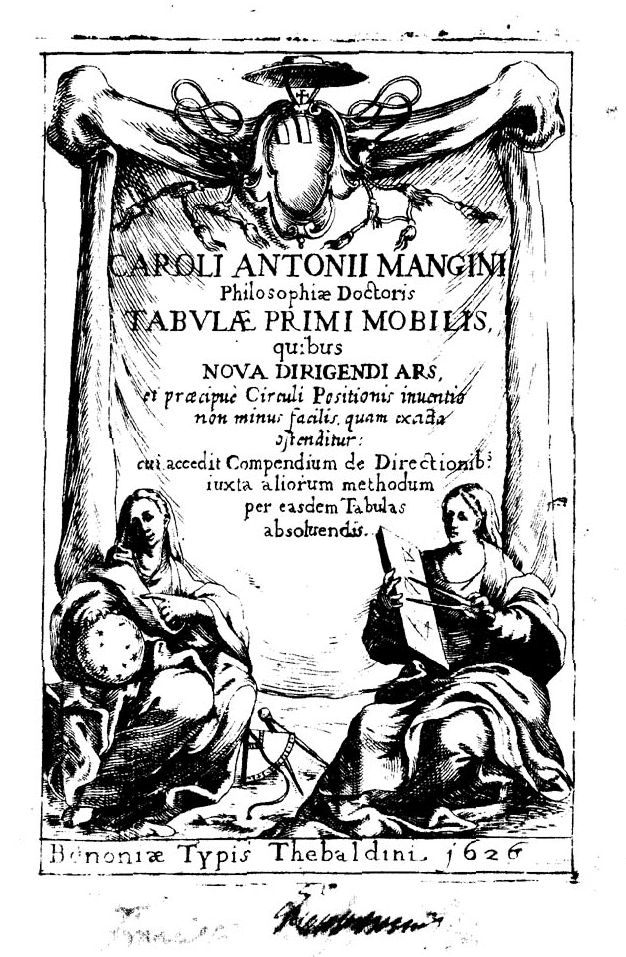
Tabulae primi mobilis (Frontispiz)

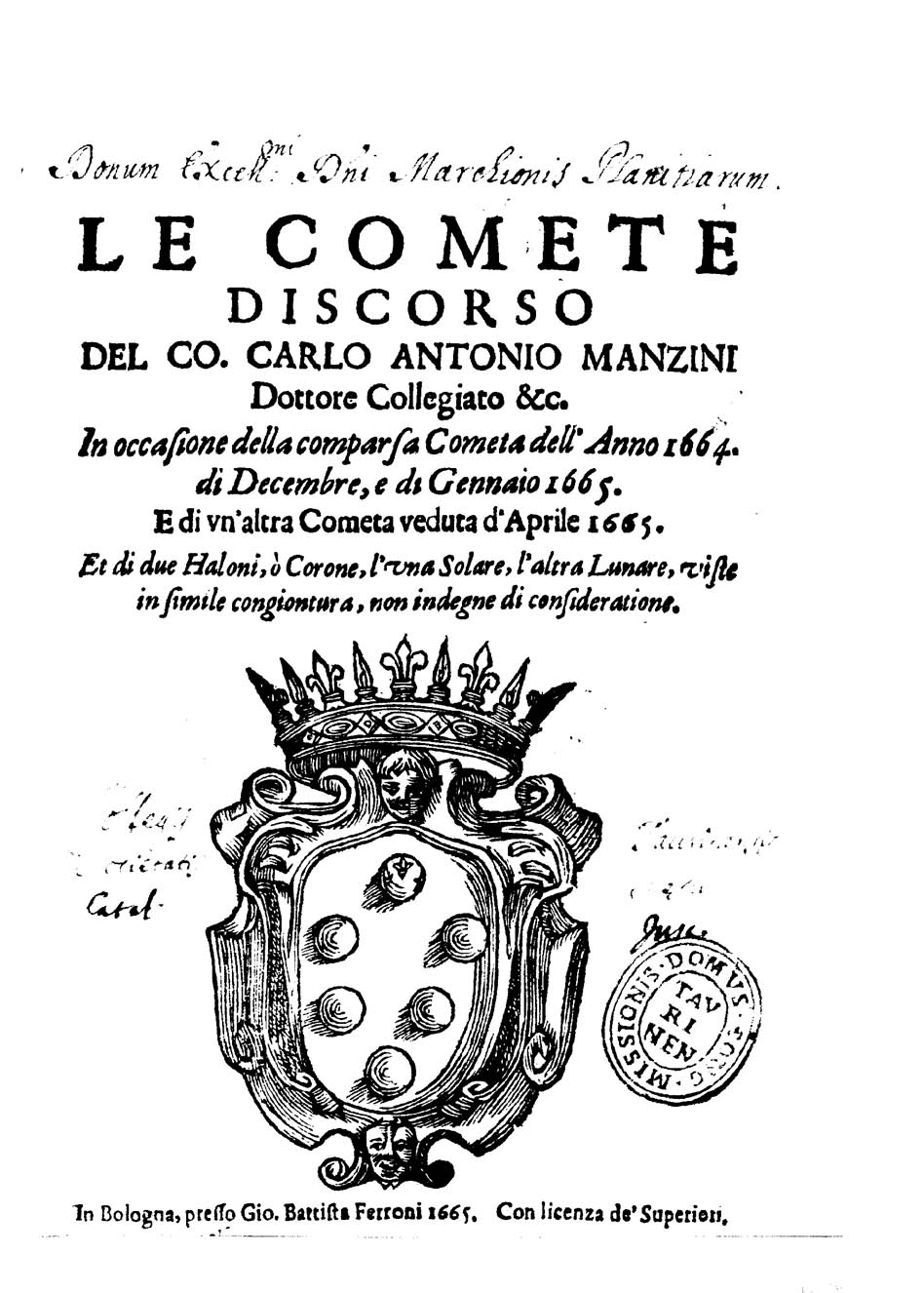
Le Comete (Frontispiz)

Carlo Antonio Manzini (* 5. Oktober 1600 in Bologna; † 1677 ebenda) war ein italienischer Astronom und Mathematiker. Er entstammte dem Adel Bolognas, er war der Bruder des Theologen und Schriftstellers Luigi Manzini (1604–1657) und des Romanciers Giovanni Battista Manzini (1599–1664).

## Leben
Carlo Antonio Manzini wurde am 5. Oktober 1600 als Sohn von  Girolamo Manzini und  Camilla Vitali in Bologna geboren. Er wurde am 22. Dezember 1625 an der Universität Bologna in Philosophie promoviert. Als ein Bewunderer Galileis widmete er sich bereits seit seiner Jugend dem Studium der Mathematik, Astronomie und Optik und schloss Freundschaft mit Mario Bettini, Bonaventura Cavalieri und Ovidio Montalbani. Manzini trat auch mit den bedeutenden Teleskopkonstrukteuren Francesco Fontana und Eustachio Divini in Kontakt.
Nachdem er 1667 nach Florenz gegangen war, wurde er in die Accademia degli Apatisti aufgenommen und war Sekretär des Kardinals Scipione Pannocchieschi, ein Schirmherr der Akademie. Aus der florentiner Zeit sind zwei Diskurse der Akademie über die Existenz des Vakuums überliefert, an denen Manzini teilnahm. In Florenz verfasste er für die Patres der Kartäuser eine Lebensgeschichte des Bruno von Köln, des Gründers des Ordens.
Nach seiner Rückkehr nach Bologna 1670 widmete sich Manzini vollständig dem Studium der Astronomie und erbaute auf seinem Wohnsitz in Badolo-Battedizzo (Sasso Marconi) ein Observatorium. Seine Beobachtungen der heute sogenannten Kometen C/1664 W1 und C/1665 F1 führten zu seiner Schrift Le Comete, die im Jahre 1665 erschien. Er war Mitbegründer der mathematischen Akademie der Vespertini di Bologna und Mitglied einiger geisteswissenschaftlicher Akademien, darunter die Accademia degli Umoristi. Manzini starb im Jahre 1677 in Bologna.
Der Mondkrater Manzinus ist nach Carlo Antonio Manzini benannt.

## Werke
- Nicolò Tebaldini (Hrsg.): Tabulae primi mobilis, quibus nova dirigendi ars, et praecipue circuli positionis inventio non minus facilis, quam exacta ostenditur. Bologna 1626 (Latein, beic.it).
- Eredi Evangelista Dozza (Hrsg.): Della sicura incertezza nella declinatione dell’ago magnetico dal meridiano, del modo di terminar l’ombre gnomoniche con altre invenzioni utili. Bologna 1650 (italienisch, beic.it).
- Eredi Evangelista Dozza (Hrsg.): Stella Gonzaga sive geographica ad terrarum orbis ambitum, et meridianorum differentias. Bologna 1654 (Latein, beic.it).
- Eredi Vittorio Benacci (Hrsg.): L’occhiale all’occhio. Dioptrica pratica. Bologna 1660 (beic.it).
- Giovanni Battista Ferroni (Hrsg.): Le Comete. Bologna 1665 (beic.it).
- Domenico Maria Ferroni (Hrsg.): Incentivi alla vita solitaria e beata, promossi dalla notitia de’ gloriosi gesti del grande Maestro de gli eremi cartusiani S. Brunone. Bologna 1674 (italienisch).

Die Sammlung von Manzinis Manuskripten wird in der Biblioteca comunale dell’Archiginnasio in Bologna aufbewahrt.